# Jordbävningen i Bihar 1988
Jordbävningen i Bihar 1988 inträffade den 21 augusti 1988 i norra Bihar, Indien  samt Nepal.
Magnituden var 6,9, cirka 1 004 personer dödades (282 i Indien och 722 i Nepal) och över 16 000 skadades. 
Jordbävningen slog till i två omgångar på 10 sekunder och 15 sekunder vardera, och lämnade efter sig sprickor i 50 000 byggnader, inklusive regeringsbyggnaden Raj Bhavan och gamla sekretariatsbyggnaden i Patna i Bihar.

### Fotnoter
1. ↑  ”Earthquake History” (på engelska). Amateur Seismic Centre. Arkiverad från originalet den 11 september 2011. https://web.archive.org/web/20110911062308/http://asc-india.org/seismi/seis-bihar.htm. Läst 29 december 2016.